# Dabra
Dabra là một thành phố và khu đô thị của quận Gwalior thuộc bang Madhya Pradesh, Ấn Độ.

## Địa lý
Dabra có vị trí 25°54′B 78°20′Đ / 25,9°B 78,33°Đ Nó có độ cao trung bình là 201 mét (659 feet).

## Nhân khẩu
Theo điều tra dân số năm 2001 của Ấn Độ, Dabra có dân số 56.665 người. Phái nam chiếm 53% tổng số dân và phái nữ chiếm 47%. Dabra có tỷ lệ 68% biết đọc biết viết, cao hơn tỷ lệ trung bình toàn quốc là 59,5%: tỷ lệ cho phái nam là 75%, và tỷ lệ cho phái nữ là 59%. Tại Dabra, 15% dân số nhỏ hơn 6 tuổi.